# Platycypha caligata
Platycypha caligata é uma espécie de libelinha da família Chlorocyphidae.
Pode ser encontrada nos seguintes países: Angola, Botswana, Etiópia, Guiné-Bissau, Quénia, Malawi, Moçambique, Namíbia, Somália, África do Sul, Tanzânia, Uganda, Zâmbia, Zimbabwe, possivelmente Burundi e possivelmente em República do Congo.
Os seus habitats naturais são: florestas subtropicais ou tropicais húmidas de baixa altitude, savanas áridas, savanas húmidas, matagal árido tropical ou subtropical, matagal húmido tropical ou subtropical e rios.